# Вецпиебалгский край
Ве́цпиебалгский край (латыш. Vecpiebalgas novads) — бывшая административно-территориальная единица в центральной части Латвии. Край состоял из пяти волостей; административным центром края являлось село Вецпиебалга.
Площадь края составляла 542,5 км². Граничил с Аматским, Цесисским, Приекульским, Раунским, Смилтенским, Яунпиебалгским, Мадонским, Эргльским и Огрским краями.
Край был образован 1 июля 2009 года из части упразднённого Цесисского района. В 2021 году Вецпиебалгский край был присоединён к Цесисскому краю.

## Население
Население на 1 января 2010 года составляло 4781 человека.
Национальный состав населения края по итогам переписи населения Латвии 2011 года:
| Национальность | Численность, чел. (2011) | %        |
| -------------- | ------------------------ | -------- |
| Латыши         | 3913                     | 94,04 %  |
| Русские        | 152                      | 3,65 %   |
| Белорусы       | 34                       | 0,82 %   |
| Украинцы       | 21                       | 0,50 %   |
| Поляки         | 25                       | 0,60 %   |
| Литовцы        | 7                        | 0,17 %   |
| Другие         | 9                        | 0,22 %   |
| всего          | 4161                     | 100,00 % |

## Территориальное деление
- Вецпиебалгская волость (латыш. Vecpiebalgas pagasts)
- Дзербенская волость (латыш. Dzērbenes pagasts)
- Инешская волость (латыш. Inešu pagasts)
- Кайвская волость (латыш. Kaives pagasts)
- Тауренская волость (латыш. Taurenes pagasts)